# صابونيات
الصابونيات (الاسم العلمي: Sapindales) هي رتبة نباتية تتبع طائفة ثنائيات الفلقة من صف كاسيات البذور.

## فصائل
- البخورية
- البطمية
- السذابية
- السيماروبية
- القديسية
- القيقبية
- الحرملية